# Stadion Armii w Ho Chi Minie
Stadion Armii – wielofunkcyjny stadion w Ho Chi Minie, w Wietnamie. Jego pojemność wynosi 25 000 widzów. Stadion był m.in. jedną z aren Pucharu Azji 2007 oraz Pucharu Azji kobiet 2008.